# Evangeline Booth

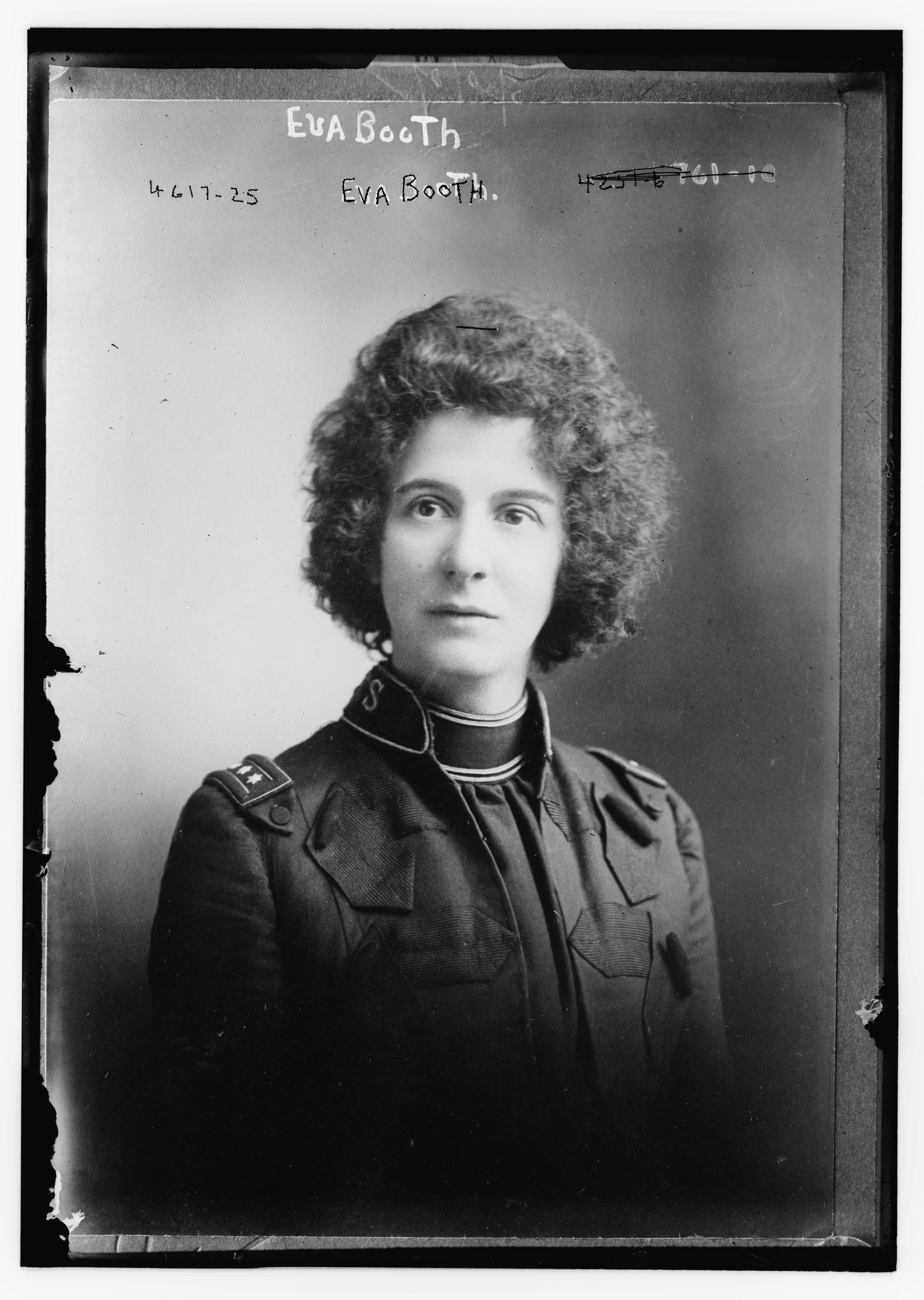
Evangeline Cory Booth, 1907

Evangeline Cory Booth (* 25. Dezember 1865 in London; † 17. Juli 1950) war von 1934 bis 1939 die vierte Generalin der Heilsarmee.
Evangeline Booth, die Tochter von William und Catherine Booth, war das siebte von insgesamt acht Kindern. Sie hielt bereits als 17-jähriges Mädchen ihre ersten Predigten. Sie wurde Offizierin der Heilsarmee und diente fünf Jahre als Kommandeurin in London sowie von 1895 bis 1904 in Kanada und von 1904 bis 1934 in den Vereinigten Staaten.